# Pariah (personaggio)
Pariah è un personaggio immaginario, uno scienziato, dei fumetti DC Comics. Comparve per la prima volta in Crisi sulle Terre infinite n. 1 dell'aprile 1985. Fu creato da Marv Wolfman e George Pérez.

## Biografia del personaggio

### Crisi sulle Terre infinite
In Crisi sulle Terre infinite, Pariah era uno dei più grandi scienziati viventi della sua Terra. I suoi esperimenti non ortodossi sulla creazione dell'Universo fecero sì che l'Anti-Monitor venisse a conoscenza dell'esistenza della Terra, con un forte desiderio di distruggerla con un'onda di anti-materia. Lui sopravvisse, grazie all'intervento della controparte benevola dell'Anti-Monitor, il Monitor, e acquisì l'abilità di viaggiare da una Terra alternativa all'altra, costretto ad essere testimone della morte di miliardi di persone.
Durante la Crisi, Lady Quark venne salvata da Pariah, prima che l'anti-materia distruggesse il suo universo, rendendola l'unica sopravvissuta di Terra-6. Pariah incolpò sé stesso per la distruzione del suo mondo, della liberazione dell'Anti-Monitor, e della successiva distruzione di tutti gli universi, finché comprese di essere senza colpa. L'Anti-Monitor, infatti, disse a Pariah che i suoi esperimenti non riuscirono a produrre una forza abbastanza grande da distruggere un universo. Pariah aprì il portale di anti-materia che lo avrebbe portato all'inizio dei tempi. Avvantaggiandosi sugli esperimenti di Pariah, l'Anti-Monitor convertì l'anti-materia in energia, e quindi prese di mira l'universo di Pariah. La distruzione di quei mondi gli permise di accumulare maggior energia, evento che rese l'Anti-Monitor in grado di evadere dalla sua prigione.
Dopo la distruzione dell'Anti-Monitor, la nuova Terra fu salva. Pariah e Lady Quark chiesero ad Harbinger di unirsi a loro nell'esplorazione della nuova Terra, e lei accettò. Non appena i tre giunsero, Harbinger disse ai suoi compagni che era fiduciosa del nuovo futuro e di ciò che questo avrebbe potuto portare.

### Morte
Anni dopo, Pariah tentò di avvertire Lex Luthor dell'arrivo di un pericoloso predatore. Tuttavia, questo Luthor era in realtà Alexander Luthor Jr. di Terra-3 travestito, che nei panni del Luthor di Terra-1, tentava di rimettere insieme la nuova incarnazione della Società segreta dei supercriminali. Pariah fu successivamente ucciso da Luthor nella miniserie Villains United, e resuscitato come Dark Angel in Supergirl vol. 5 n. 19.

### La notte più profonda
Come parte degli eventi di La notte più profonda, il cadavere di Pariah fu rianimato da un anello nero del potere e reclutato nel Corpo delle Lanterne Nere. Comparve in Blackest Night n. 2 dell'ottobre 2009, interrompendo una schiera di mistici eroi riunitisi per investigare sui misteriosi fatti accaduti, e ancora in Green Lantern n. 45 quando gli anelli neri ristabilirono il pianeta Xanshi.

## Poteri e abilità
Pariah è indistruttibile ed immortale, ma senza poteri in termini di abilità fisiche, tranne l'abilità di volare, e considera i suoi poteri una maledizione, perché lo condannano a essere testimone di orrori che non può fermare.